# 19573 Cummings
19573 Cummings è un asteroide della fascia principale. Scoperto nel 1999, presenta un'orbita caratterizzata da un semiasse maggiore pari a 2,2692328 UA e da un'eccentricità di 0,1495040, inclinata di 6,63958° rispetto all'eclittica.